# Георги Йорданов (БКП)
Вижте пояснителната страница за други личности с името Георги Йорданов.
Георги Йорданов Момчев е български юрист и политик от Българската комунистическа партия.

## Биография

### Животопис и политическа кариера
Роден е на 29 май 1934 г. в град Твърдица, Новозагорско. През 1956 г. завършва право в Софийския държавен университет. Получава висше образование – юрист.
Първоначално работи като прокурор в Сливен. Там започва и политическата му кариера като секретар на ГК на ДКМС, после завеждащ отдел „Пропаганда и агитация“ в ОК на БКП (1960 – 1962), секретар на ГК на БКП (1962 – 1965), секретар на ОК (1965 – 1967), първи секретар на ОК на БКП (1967 – 1971). През 1966 г. е избран за кандидат-член на ЦК на БКП, а от 1971 г. става и пълноправен член. Първи секретар на ГК на БКП в София (1971 – 1979).
Член на БКП от 1956 г. Георги Йорданов е заместник-председател на МС от 29 април 1979 до 19 август 1987 г. и от 4 юли до 18 декември 1989 г., председател е на Съвета за духовно развитие при МС (от 1986) в правителството на Георги Атанасов, министър на културата, науката и просветата в правителството на Георги Атанасов от 19 август 1987 до 4 юли 1989 г., кандидат-член на Политбюро на ЦК на БКП от 1979 до декември 1989 г.
Народен представител е между 1971 и 1990 година в 32-рото (6-о), 33-то (7-о), 34-то (8-о) и 35-о (9-о) Народно събрание. В периода от 2 февруари 1982 до 19 август 1987 г. е председател на Комитета за култура, като в периода 1982 до март 1986 г. този пост заема с ранг на министър (член на правителството) . Племенник на политика и държавника от БЗНС Николай Иванов (политик) и роднина на политика от БСП Чавдар Георгиев.
След промените от 1989 г., на 1 април 1990 г. е изключен от БКП като един от най-близките на Тодор Живков и други ръководители хора, но по-късно членството му в БСП е възстановено. През 1992 г. е привлечен като обвиняем по дело номер 3 за подписани от него като заместник-председател на Министерския съвет и министър на културата, науката и просветата решения на Министерския съвет в периода 1982 – 89 г. за отдаване на безвъзмездна помощ на държави от Третия свят и на братски партии като кандидат член на Политбюро на ЦК на БКП в периода 1982 – 89 г. Тези политически съдебни процеси се оказват фарс и обвиненията са снети, а делото е прекратено през 2000 г. Привлечен е и през 1992 г. за свидетел по делото срещу зетя на Тодор Живков Иван Славков, което е прекратено през 1996 г., а Славков – оправдан.
Награден е два пъти с орден „Георги Димитров“ и веднъж с орден „13 века България“.